# 洑水湾乡
洑水湾乡，是中华人民共和国湖南省怀化市溆浦县下辖的一个乡镇级行政单位。

## 行政区划
洑水湾乡下辖以下地区：
洑水村、新田岭村、青江屯村、新民村、合农村、莲花村、沅江村、枫香村、沅水村、白沙村、和平村、土桥村、金桥村和荆峰村。